# Костромський тролейбус
Костромський тролейбус (рос. Костромской троллейбус) — закрита тролейбусна система, що діяла з 10 січня 1974 по 30 червня 2023 року в обласному центрі — місті Кострома, Росії. Експлуатуючою організацією тролейбусної мережі було МУП «Тролейбусне управління».

## Історія
Перший випробувальний рух тролейбусів у Костромі — малим кільцем було здійснено 4 листопада 1973 року від тролейбусного парку, далі проспектом Миру до перехрестя з вулицею Князєва, розворот навколо бульвару та у зворотному напрямку від вулиці Князєва до тролейбусного парку. 
Офіційний запуск костромської тролейбусної мережі відбувся 10 січня 1974 року — з відкриттям одразу двох маршрутів  (№ 1 та 2). Основоположником-будівничим і першим її директором був Олександр Миколайович Козлов. Будівництво велося за сприянням голови міської ради Віталія Федотовича Широкова, який обіймав цю посаду у 1960—1970-х роках. На його честь названа площа біля залізничного вокзалу станції Кострома-Нова.
Через півроку після запуску перших тролейбусів були введені в експлуатацію ще три маршрути (№ 3, 4 та 5), з відкриттям тролейбусного руху мостом через річку Волгу.
У 1985 році енергогосподарство костромського тролейбусного управління перемістилося з території депо до центральної частини міста.
У 1990-х роках здійснювалося проєктування і будівництво тролейбусної лінії від рогу вулиць Радянської та Титова, надалі — Кінешемським шосе, вулицями Індустріальною, Житловою, Профспілковою до селища Меліораторів. Були встановлені опори по всій трасі маршруту, частково побудована підстанція та лінію обладнано елементами підвісу контактної мережі. Однак згодом ці будівельні роботи були призупинені та не відновлені.
У вересні 2020 року було прийнято домовленість про безоплатну передачу 30 московських тролейбусів ТролЗа-5275.05 «Оптіма». Станом на липень 2021 року три з цих тролейбусів вийшли на лінію. Згодом було оголошено, що місто відмовиться від тролейбусів навесні 2023 року. Причинами, за словами влади, став малий пасажиропотік, зношеність контактної мережі та високі витрати на утримання.
Костромичі написали листа до слідчого комітету з метою отримання підтримки. Проте 30 червня 2023 року тролейбус ЗіУ-682Г-016.02 (№ 38) виконав останній рейс за маршрутом № 2 й зайшов у депо о 23:20. 1 липня 2023 року тролейбусний рух в місті Кострома закритий.

## Маршрути
| Перелік тролейбусних маршрутів в місті Кострома | Перелік тролейбусних маршрутів в місті Кострома | Перелік тролейбусних маршрутів в місті Кострома | Перелік тролейбусних маршрутів в місті Кострома | Перелік тролейбусних маршрутів в місті Кострома | Перелік тролейбусних маршрутів в місті Кострома |
| №                                               | Кінцевий пункт, А                               | Кінцевий пункт, Б                               | Дата відкриття                                  | Дата закриття                                   | Примітка |
| ----------------------------------------------- | ----------------------------------------------- | ----------------------------------------------- | ----------------------------------------------- | ----------------------------------------------- | --- |
| 1                                               | Залізничний вокзал                              | Фабрика «Прапор Праці»                          | 10.01.1974                                      | ?                                               | |
| 1                                               | Мікрорайон «Паново»                             | Селище Жовтневе                                 |                                                 | 01.07.2023                                      | На період ремонту мосту через річку Волга припинявся рух з 01.07.2017 |
| 1к                                              | Мікрорайон «Паново»                             | Мікрорайон «Чорноріччя»                         | ?                                               | 27.10.2014                                      | |
| 2                                               | Тролейбусне депо                                | Площа Широкова (Залізничний вокзал)             | 10.01.1974                                      | 01.07.2023                                      | Був найбільш рентабельним маршрутом. Інтервали руху коливалися від 7-8 хвилин (по буднях в «години пік») до 30-35 хвилин (у вечірній час) |
| 3                                               | Фабрика «Прапор Праці»                          | Селище Жовтневе                                 | 1974                                            | 01.07.2023                                      | Інтервали руху тролейбусів цього маршруту значно змінювалися в залежності від часу доби і дня тижня: від 12 хвилин (будні в «години пік») до 75 хвилин (вранці і у вечірній час). Примітно, що навіть вдень інтервали між деякими рейсами складали близько 40 хвилин. Всі рейси в парк здійснювалися від селища Жовтневого та прямували вул. П'ятницькою, Князєва та проспектом Миру |
| 4                                               | Завод «Робочий металіст»                        | Фабрика «Прапор Праці»                          | 1974                                            | 01.10.2016                                      | |
| 5                                               | Селище Жовтневе                                 | Завод «Робочий металіст»                        | 1974, 2009                                      | 01.10.2016                                      | |
| 6                                               | Тролейбусне депо                                | Фабрика «Прапор Праці»                          |                                                 | 01.07.2023                                      | На маршруті постійно працював лише один тролейбус |
| 7                                               | Тролейбусне депо                                | Селище Жовтневе                                 | 1975                                            | 01.07.2023                                      | Як і маршрут № 3 мав велику амплітуду коливання інтервалів — від 9 хв. (в денний час) до 1 год. 20 хв. (рано вранці і після 18:00 у вихідні дні, коли на лінії залишається лише один тролейбус |
| 8                                               | Тролейбусне депо                                | Вулиця Стопані                                  | 1990                                            | 1991                                            | Кільцевий. Прямував через вул. Пушкіна — вул. Леніна — вул. П'ятницьку — просп. Текстильщиків — вул. Радянську — вул. Подліпаєва — вул. Магістральну — вул. Заволзьку — вул. Беленогова — вул. Голубкова — вул. Стопані — вул. Єрмакова — вул. Магістральну — вул. Подліпаєва — вул. Радянську — просп. Текстильщиків — вул. П'ятницьку — вул. Леніна — вул. Пушкіна                 |
| 9                                               | Тролейбусне депо                                | Мікрорайон «Паново»                             | 2007                                            | 01.07.2023                                      | На період ремонту мосту через річку Волга припинявся рух з 01.07.2017 |
| 11                                              | Тролейбусне депо                                | Тролейбусне депо                                | 01.06.2016                                      | 18.07.2016                                      | Кільцевий (нічний) з 20:00 до 02:00. Прямував через просп. Миру — вул. Радянську — сел. Жовтневе — мікрорайон «Паново» — фабрику «Прапор Праці» |
| 12                                              | Тролейбусне депо                                | Тролейбусне депо                                | 01.06.2016                                      | 18.07.2016                                      | Кільцевий (нічний) з 20:00 до 02:00. Прямував через фабрику «Прапор Праці» — мікрорайон «Паново» — сел. Жовтневе — вул. Радянську — просп. Миру |

## Рухомий склад
Основу тролейбусного парку в Костромі складали найпоширеніші в російських містах тролейбуси ЗіУ-682 (модифікація ЗіУ-9). Старіші машини мали бортові номери від 149 до 199. Найновіші — від 01 до 15. Крім цього, були дві машини ВМЗ-5298 (бортові № 16 і 17).
У серпні 2007 року та січні 2008 року придбано два нових тролейбуси моделі ЗіУ-682Г-016.02, які працювали під бортовим № 18 і 19 відповідно. 
У 2009 році придбано чотири нові тролейбуси ВМЗ-5298 (бортові № 20—23) та 6 тролейбусів ЗіУ-682Г-016.02 (бортові № 24—29).
Станом на 1 жовтня 2018 року на балансі підприємства перебувало 26 тролейбусів, а перед закриттям тролейбусної системи, 30 червня 2023 року на балансі підприємства перебувало 25 машин, з яких лише 15 тролейбусів експлуатувались на маршрутах міста.

## Галерея

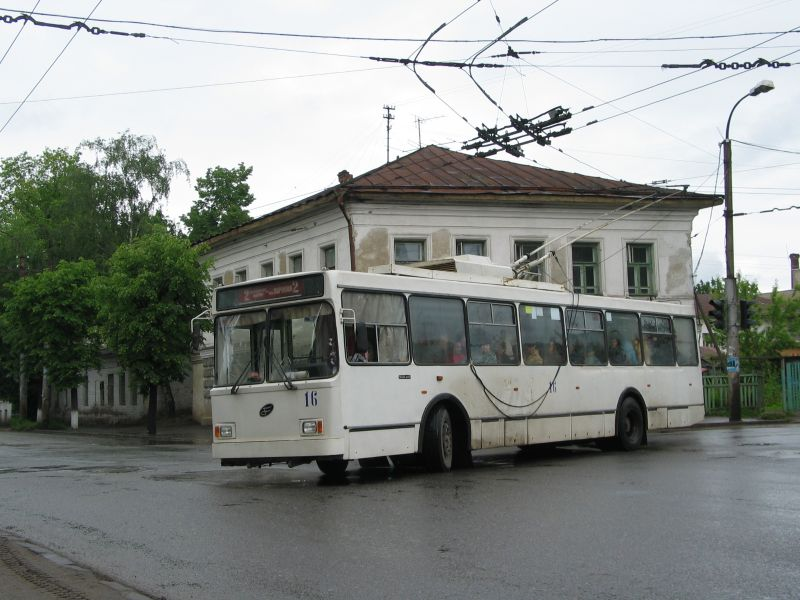
ВМЗ-5298.00 (ВМЗ-375) (№ 16)
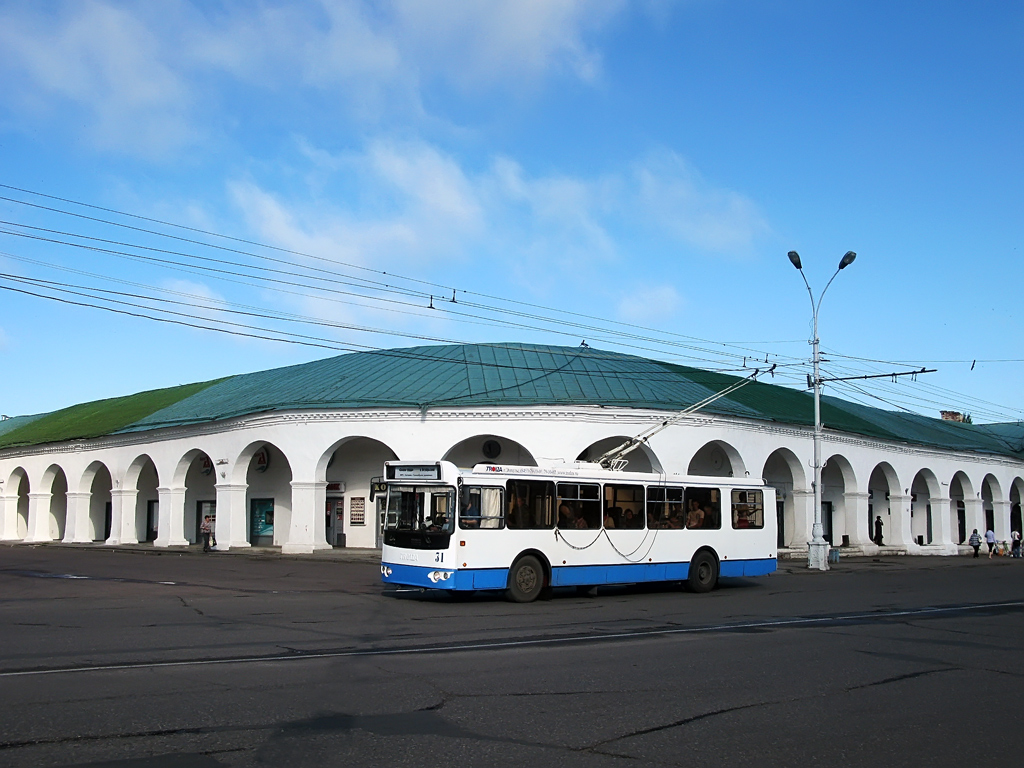
ЗіУ-682Г-016 (018) (№ 31)
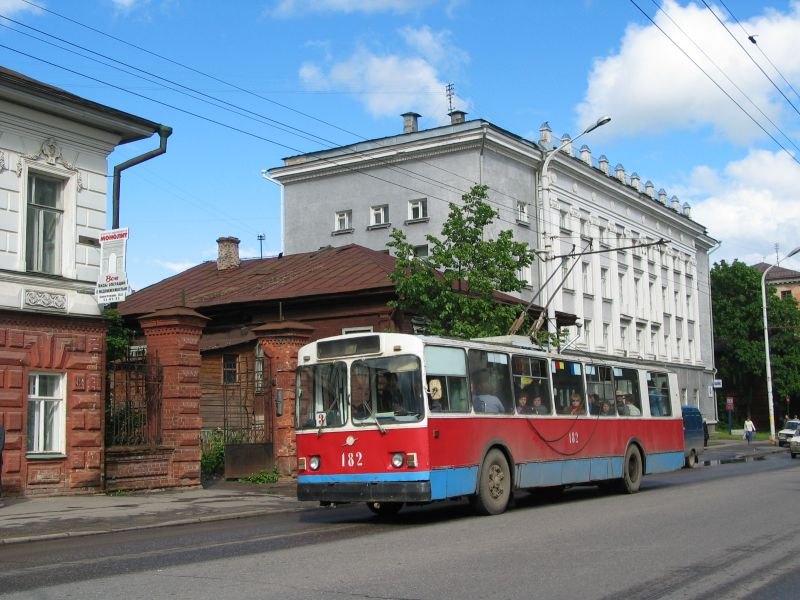
ЗіУ-682В-012 [В0А] (№ 182)